# Crumomyia fimetaria
Crumomyia fimetaria är en tvåvingeart som först beskrevs av Johann Wilhelm Meigen 1830.  Crumomyia fimetaria ingår i släktet Crumomyia och familjen hoppflugor.
Artens utbredningsområde är Tyskland. Arten är reproducerande i Sverige. Inga underarter finns listade i Catalogue of Life.